# Tratado de Corbeil
O tratado de Corbeil foi um acordo assinado em 11 de maio de 1258 em Corbeil (atual Corbeil-Essonnes) entre Luís IX de França (r. 1226–1270) e Jaime I de Aragão (r. 1213–1276). Através dele, Jaime renunciou às pretensões dos antigos condes de Barcelona sobre a Occitânia.